# كاهوكو
كاهوكو هي بلدية في اليابان، وبلدة في اليابان، تقع في مقاطعة نيشيموراياما، بلغ عدد سكانها 18,399 نسمة وذلك حسب إحصائيات سنة 2018، تبلغ مساحتها 52.45 كيلومتر مربع.